# National Basketball Association 2024-2025
La stagione della National Basketball Association 2024-2025 è la 79ª edizione del campionato NBA. La regular season  è iniziata il 23 ottobre 2024 e la conclusione ed è finita ad aprile 2025. L'NBA prevede di organizzare un torneo in-season per il secondo anno consecutivo, ora denominato NBA Cup. L'All-Star Game del 2025 si è svolto il 16 febbraio 2025, al Chase Center di San Francisco. Il torneo play-in e poi i playoff sono iniziati nell'aprile 2025, e si sono conclusi con le finali NBA il 22 giugno.
Il titolo è stato conquistato dagli Oklahoma City Thunder, al loro secondo successo (il primo post rilocazione della franchigia, dopo quello del 1979 dei Seattle SuperSonics), che nella serie finale hanno sconfitto gli Indiana Pacers in sette gare.

## Squadre partecipanti
| Club                | Stagione | Conference         | Division           | Allenatore       |
| ------------------- | -------- | ------------------ | ------------------ | ---------------- |
| Atlanta Hawks       | dettagli | Eastern Conference | Southeast Division | Quin Snyder      |
| Boston Celtics      | dettagli | Eastern Conference | Atlantic Division  | Joe Mazzulla     |
| Brooklyn Nets       | dettagli | Eastern Conference | Atlantic Division  | Jordi Fernández  |
| Charlotte Hornets   | dettagli | Eastern Conference | Southeast Division | Charles Lee      |
| Chicago Bulls       | dettagli | Eastern Conference | Central Division   | Billy Donovan    |
| Cleveland Cavaliers | dettagli | Eastern Conference | Central Division   | Kenny Atkinson   |
| Dallas Mavericks    | dettagli | Western Conference | Southwest Division | Jason Kidd       |
| Denver Nuggets      | dettagli | Western Conference | Northwest Division | Michael Malone   |
| Detroit Pistons     | dettagli | Eastern Conference | Central Division   | J.B. Bickerstaff |
| G.S. Warriors       | dettagli | Western Conference | Pacific Division   | Steve Kerr       |
| Houston Rockets     | dettagli | Western Conference | Southwest Division | Ime Udoka        |
| Indiana Pacers      | dettagli | Eastern Conference | Central Division   | Rick Carlisle    |
| L.A. Clippers       | dettagli | Western Conference | Pacific Division   | Tyronn Lue       |
| L.A. Lakers         | dettagli | Western Conference | Pacific Division   | J.J. Redick      |
| Memphis Grizzlies   | dettagli | Western Conference | Southwest Division | Taylor Jenkins   |
| Miami Heat          | dettagli | Eastern Conference | Southeast Division | Erik Spoelstra   |
| Milwaukee Bucks     | dettagli | Eastern Conference | Central Division   | Doc Rivers       |
| Minnesota T'wolves  | dettagli | Western Conference | Northwest Division | Chris Finch      |
| N.O. Pelicans       | dettagli | Western Conference | Southwest Division | Willie Green     |
| N.Y. Knicks         | dettagli | Eastern Conference | Atlantic Division  | Tom Thibodeau    |
| Oklahoma Thunder    | dettagli | Western Conference | Northwest Division | Mark Daigneault  |
| Orlando Magic       | dettagli | Eastern Conference | Southeast Division | Jamahl Mosley    |
| Philadelphia 76ers  | dettagli | Eastern Conference | Atlantic Division  | Nick Nurse       |
| Phoenix Suns        | dettagli | Western Conference | Pacific Division   | Mike Budenholzer |
| Portland T. Blazers | dettagli | Western Conference | Northwest Division | Chauncey Billups |
| Sacramento Kings    | dettagli | Western Conference | Pacific Division   | Mike Brown       |
| San Antonio Spurs   | dettagli | Western Conference | Southwest Division | Gregg Popovich   |
| Toronto Raptors     | dettagli | Eastern Conference | Atlantic Division  | Darko Rajaković  |
| Utah Jazz           | dettagli | Western Conference | Northwest Division | Will Hardy       |
| Wash. Wizards       | dettagli | Eastern Conference | Southeast Division | Brian Keefe      |

## Trasferimenti

### Cambi di allenatore
| Squadra                          | Stagione 2023-2024               | Stagione 2024-2025               |
| Prima dell'inizio della stagione | Prima dell'inizio della stagione | Prima dell'inizio della stagione |
| -------------------------------- | -------------------------------- | -------------------------------- |
| Brooklyn Nets                    | Kevin Ollie                      | Jordi Fernández                  |
| Charlotte Hornets                | Steve Clifford                   | Charles Lee                      |
| Cleveland Cavaliers              | J. B. Bickerstaff                | Kenny Atkinson                   |
| Detroit Pistons                  | Monty Williams                   | J.B. Bickerstaff                 |
| Los Angeles Lakers               | Darvin Ham                       | J.J. Redick                      |
| Phoenix Suns                     | Frank Vogel                      | Mike Budenholzer                 |
| Durante la stagione              |                                  |                                  |

## Classifica

### Eastern Conference

#### Conference
| Eastern Conference | Eastern Conference        | Eastern Conference | Eastern Conference | Eastern Conference | Eastern Conference | Eastern Conference |
| #                  | Squadra                   | V                  | S                  | V%                 | PR                 | PG                 |
| ------------------ | ------------------------- | ------------------ | ------------------ | ------------------ | ------------------ | ------------------ |
| 1                  | y – Cleveland Cavaliers * | 64                 | 18                 | .780               | –                  | 82                 |
| 2                  | y – Boston Celtics *      | 61                 | 21                 | .744               | 3,0                | 82                 |
| 3                  | x – N.Y. Knicks           | 51                 | 31                 | .622               | 13,0               | 82                 |
| 4                  | x – Indiana Pacers        | 49                 | 31                 | .613               | 14,0               | 80                 |
| 5                  | x – Milwaukee Bucks       | 47                 | 34                 | .580               | 16,5               | 81                 |
| 6                  | x – Detroit Pistons       | 44                 | 38                 | .537               | 20,0               | 82                 |
|                    |                           |                    |                    |                    |                    |                    |
| 7                  | y – Orlando Magic *       | 41                 | 41                 | .500               | 23,0               | 82                 |
| 8                  | p – Atlanta Hawks         | 40                 | 41                 | .494               | 23,5               | 81                 |
| 9                  | p – Chicago Bulls         | 39                 | 43                 | .476               | 25,0               | 82                 |
| 10                 | p – Miami Heat            | 36                 | 45                 | .444               | 27,5               | 81                 |
|                    |                           |                    |                    |                    |                    |                    |
| 11                 | e – Toronto Raptors       | 30                 | 52                 | .366               | 34,0               | 82                 |
| 12                 | e – Brooklyn Nets         | 26                 | 56                 | .317               | 38,0               | 82                 |
| 13                 | e – Philadelphia 76ers    | 24                 | 58                 | .293               | 40,0               | 82                 |
| 14                 | e – Charlotte Hornets     | 19                 | 63                 | .232               | 45,0               | 82                 |
| 15                 | e – Wash. Wizards         | 18                 | 63                 | .222               | 45,5               | 81                 |

#### Division
| Atlantic Division      | V  | S  | V%   | PR   | Casa  | Trasf | Div  | PG |
| ---------------------- | -- | -- | ---- | ---- | ----- | ----- | ---- | -- |
| y – Boston Celtics     | 61 | 21 | .744 | 3,0  | 28–13 | 33–8  | 14-2 | 82 |
| x – N.Y. Knicks        | 51 | 31 | .622 | 13,0 | 27–14 | 24–17 | 12-4 | 82 |
| e – Toronto Raptors    | 30 | 52 | .366 | 34,0 | 18–23 | 12–29 | 8-8  | 82 |
| e – Brooklyn Nets      | 26 | 56 | .317 | 38,0 | 12–29 | 14–27 | 3-13 | 82 |
| e – Philadelphia 76ers | 24 | 58 | .293 | 40,0 | 12–29 | 12–29 | 3-13 | 82 |

| Central Division        | V  | S  | V%   | PR   | Casa  | Trasf | Div  | PG |
| ----------------------- | -- | -- | ---- | ---- | ----- | ----- | ---- | -- |
| y – Cleveland Cavaliers | 64 | 18 | .780 | 0,0  | 34–7  | 30–11 | 12-4 | 82 |
| x – Indiana Pacers      | 49 | 31 | .613 | 14,0 | 29–11 | 20–20 | 10-6 | 80 |
| x – Milwaukee Bucks     | 47 | 34 | .580 | 16,5 | 27–14 | 20–20 | 9-7  | 81 |
| x – Detroit Pistons     | 44 | 38 | .537 | 20,0 | 22–19 | 22–19 | 5-11 | 82 |
| p – Chicago Bulls       | 39 | 43 | .476 | 25,0 | 18–23 | 21–20 | 4-12 | 82 |

| Southeast Division    | V  | S  | V%   | PR   | Casa  | Trasf | Div  | PG |
| --------------------- | -- | -- | ---- | ---- | ----- | ----- | ---- | -- |
| y – Orlando Magic     | 41 | 41 | .500 | 23,0 | 22–19 | 19–22 | 12-4 | 82 |
| p – Atlanta Hawks     | 40 | 41 | .494 | 23,5 | 21–19 | 19–22 | 10-6 | 81 |
| p – Miami Heat        | 36 | 45 | .444 | 27,5 | 19–22 | 17–23 | 10-6 | 81 |
| e – Charlotte Hornets | 19 | 63 | .232 | 45,0 | 12–29 | 7–34  | 1-15 | 82 |
| e – Wash. Wizards     | 18 | 63 | .222 | 45,5 | 8–32  | 10–31 | 7-9  | 81 |

### Western Conference

#### Conference
| Western Conference | Western Conference      | Western Conference | Western Conference | Western Conference | Western Conference | Western Conference |
| #                  | Squadra                 | V                  | S                  | V%                 | PR                 | PG                 |
| ------------------ | ----------------------- | ------------------ | ------------------ | ------------------ | ------------------ | ------------------ |
| 1                  | y – Oklahoma Thunder *  | 67                 | 14                 | .827               | –                  | 81                 |
| 2                  | y – Houston Rockets *   | 52                 | 29                 | .642               | 15,0               | 81                 |
| 3                  | y – L.A. Lakers *       | 50                 | 32                 | .610               | 17,5               | 82                 |
| 4                  | x – Denver Nuggets      | 50                 | 32                 | .610               | 17,5               | 82                 |
| 5                  | x – L.A. Clippers       | 50                 | 32                 | .610               | 17,5               | 82                 |
| 6                  | x – Minnesota T'wolves  | 49                 | 33                 | .598               | 18,5               | 82                 |
|                    |                         |                    |                    |                    |                    |                    |
| 7                  | p – G.S. Warriors       | 48                 | 34                 | .585               | 19,5               | 82                 |
| 8                  | p – Memphis Grizzlies   | 48                 | 34                 | .585               | 19,5               | 82                 |
| 9                  | p – Sacramento Kings    | 40                 | 42                 | .488               | 27,5               | 82                 |
| 10                 | p – Dallas Mavericks    | 39                 | 43                 | .476               | 28,5               | 82                 |
|                    |                         |                    |                    |                    |                    |                    |
| 11                 | e – Phoenix Suns        | 36                 | 46                 | .439               | 31,5               | 82                 |
| 12                 | e – Portland T. Blazers | 36                 | 46                 | .439               | 31,5               | 82                 |
| 13                 | e – San Antonio Spurs   | 33                 | 47                 | .413               | 33,5               | 80                 |
| 14                 | e – N.O. Pelicans       | 21                 | 61                 | .256               | 46,5               | 82                 |
| 15                 | e – Utah Jazz           | 17                 | 65                 | .207               | 50,5               | 82                 |

#### Division
| Northwest Division      | V  | S  | V%   | PR   | Casa  | Trasf | Div  | PG |
| ----------------------- | -- | -- | ---- | ---- | ----- | ----- | ---- | -- |
| y – Oklahoma Thunder    | 67 | 14 | .827 | 0,0  | 35–6  | 32–8  | 12-4 | 81 |
| x – Denver Nuggets      | 50 | 32 | .610 | 17,5 | 26–15 | 24–17 | 8-8  | 82 |
| x – Minnesota T'wolves  | 49 | 33 | .598 | 18,5 | 25–16 | 24–17 | 11-5 | 82 |
| e – Portland T. Blazers | 36 | 46 | .439 | 31,5 | 22–19 | 14–27 | 6-10 | 82 |
| e – Utah Jazz           | 17 | 65 | .207 | 50,5 | 10–31 | 7–34  | 3-13 | 82 |

| Pacific Division     | V  | S  | V%   | PR   | Casa  | Trasf | Div  | PG |
| -------------------- | -- | -- | ---- | ---- | ----- | ----- | ---- | -- |
| y – L.A. Lakers      | 50 | 32 | .610 | 17,5 | 31–10 | 19–22 | 12-4 | 82 |
| x – L.A. Clippers    | 50 | 32 | .610 | 17,5 | 30–11 | 20–21 | 9-7  | 82 |
| p – G.S. Warriors    | 48 | 34 | .585 | 19,5 | 24–17 | 24–17 | 5-11 | 82 |
| p – Sacramento Kings | 40 | 42 | .488 | 27,5 | 20–21 | 20–21 | 5-11 | 82 |
| e – Phoenix Suns     | 36 | 46 | .439 | 31,5 | 24–17 | 12–29 | 9-7  | 82 |

| Southwest Division    | V  | S  | V%   | PR   | Casa  | Trasf | Div  | PG |
| --------------------- | -- | -- | ---- | ---- | ----- | ----- | ---- | -- |
| y – Houston Rockets   | 52 | 29 | .642 | 15,0 | 29–12 | 23–17 | 13-3 | 81 |
| p – Memphis Grizzlies | 48 | 34 | .585 | 19,5 | 26–15 | 22–19 | 11-5 | 82 |
| p – Dallas Mavericks  | 39 | 43 | .476 | 28,5 | 22–18 | 17–25 | 8-8  | 82 |
| e – San Antonio Spurs | 33 | 47 | .413 | 33,5 | 20–20 | 13–27 | 5-11 | 80 |
| e – N.O. Pelicans     | 21 | 61 | .256 | 46,5 | 14–27 | 7–34  | 3-13 | 82 |

Note
- z – Fattore campo per gli interi playoff
- c – Fattore campo per le finali di Conference
- y – Campione della division
- x – Qualificata ai playoff
- p – Qualificata ai play-in
- e – Eliminata dai playoff
- * – Leader della division

## Play-in
La NBA, ad aprile, organizza un torneo play-in tra le settime e le decime classificate di ogni conference. La settima incontrerà l'ottava, con la vincitrice che verrà posizionata al settimo posto. La nona classificata affronterà la decima, con la perdente che verrà eliminata dai playoff. La perdente della sfida settima-ottava e la vincitrice tra la sfida nona-decima si incontreranno, con la vincitrice che verrà posizionata all'ottavo posto e la perdente eliminata.

### Eastern Conference Play-in
|  |         |               |            |               |               |         |         |         |
|  | Play-In | Play-In       | Play-In    |               |               | #8 Seed | #8 Seed | #8 Seed |
|  | Play-In | Play-In       | Play-In    |               |               | #8 Seed | #8 Seed | #8 Seed |
|  |         |               |            |               |               |         |         |         |
|  |         |               |            |               |               |         |         |         |
|  | 7       | Orlando Magic | 120        |               |               |         |         |         |
|  | 7       | Orlando Magic | 120        |               |               |         |         |         |
|  | 8       | Atlanta Hawks | 95         |               |               |         |         |         |
|  | 8       | Atlanta Hawks | 95         |               |               |         |         |         |
|  |         |               |            | Atlanta Hawks | Atlanta Hawks | 114     |         |         |
|  |         |               |            | Atlanta Hawks | Atlanta Hawks | 114     |         |         |
|  |         |               | Miami Heat | Miami Heat    | 123           |         |         |         |
|  |         |               |            | Miami Heat    | 123           |         |         |         |
|  | 9       | Chicago Bulls | 90         |               |               |         |         |         |
|  | 9       | Chicago Bulls | 90         |               |               |         |         |         |
|  | 10      | Miami Heat    | 109        |               |               |         |         |         |
|  | 10      | Miami Heat    | 109        |               |               |         |         |         |

### Western Conference Play-in
|  |         |                   |                  |                   |                   |         |         |         |
|  | Play-In | Play-In           | Play-In          |                   |                   | #8 Seed | #8 Seed | #8 Seed |
|  | Play-In | Play-In           | Play-In          |                   |                   | #8 Seed | #8 Seed | #8 Seed |
|  |         |                   |                  |                   |                   |         |         |         |
|  |         |                   |                  |                   |                   |         |         |         |
|  | 7       | G.S. Warriors     | 121              |                   |                   |         |         |         |
|  | 7       | G.S. Warriors     | 121              |                   |                   |         |         |         |
|  | 8       | Memphis Grizzlies | 116              |                   |                   |         |         |         |
|  | 8       | Memphis Grizzlies | 116              |                   |                   |         |         |         |
|  |         |                   |                  | Memphis Grizzlies | Memphis Grizzlies | 120     |         |         |
|  |         |                   |                  | Memphis Grizzlies | Memphis Grizzlies | 120     |         |         |
|  |         |                   | Dallas Mavericks | Dallas Mavericks  | 106               |         |         |         |
|  |         |                   |                  | Dallas Mavericks  | 106               |         |         |         |
|  | 9       | Dallas Mavericks  | 120              |                   |                   |         |         |         |
|  | 9       | Dallas Mavericks  | 120              |                   |                   |         |         |         |
|  | 10      | Sacramento Kings  | 106              |                   |                   |         |         |         |
|  | 10      | Sacramento Kings  | 106              |                   |                   |         |         |         |

## Play-Off

### Tabellone
|  | Primo Turno | Primo Turno        | Primo Turno        |                    |                     | Semifinali di Conference | Semifinali di Conference | Semifinali di Conference |  |   | Finali di Conference | Finali di Conference | Finali di Conference |  |   | Finali NBA       | Finali NBA | Finali NBA |
|  |             |                    |                    |                    |                     |                          |                          |                          |  |   |                      |                      |                      |  |   |                  |            |            |
|  | 1           | Oklahoma Thunder   | 4                  |                    |                     |                          |                          |                          |  |   |                      |                      |                      |  |   |                  |            |            |
|  | 8           | Memphis Grizzlies  | 0                  |                    |                     |                          |                          |                          |  |   |                      |                      |                      |  |   |                  |            |            |
|  | 8           | Memphis Grizzlies  | 0                  |                    | 1                   | Oklahoma Thunder         | 4                        |                          |  |   |                      |                      |                      |  |   |                  |            |            |
|  |             |                    |                    |                    | 1                   | Oklahoma Thunder         | 4                        |                          |  |   |                      |                      |                      |  |   |                  |            |            |
|  |             | 4                  | Denver Nuggets     | 3                  |                     |                          |                          |                          |  |   |                      |                      |                      |  |   |                  |            |            |
|  | 4           | 4                  | Denver Nuggets     | 3                  | Denver Nuggets      | 4                        |                          |                          |  |   |                      |                      |                      |  |   |                  |            |            |
|  | 4           |                    |                    |                    | Denver Nuggets      | 4                        |                          |                          |  |   |                      |                      |                      |  |   |                  |            |            |
|  | 5           | L.A. Clippers      | 3                  |                    |                     |                          |                          |                          |  |   |                      |                      |                      |  |   |                  |            |            |
|  | 5           | L.A. Clippers      | 3                  |                    |                     |                          |                          |                          |  | 1 | Oklahoma Thunder     | 4                    |                      |  |   |                  |            |            |
|  |             |                    |                    | Western Conference |                     |                          |                          |                          |  | 1 | Oklahoma Thunder     | 4                    |                      |  |   |                  |            |            |
|  |             | 6                  | Minnesota T'wolves | 1                  |                     |                          |                          |                          |  |   |                      |                      |                      |  |   |                  |            |            |
|  | 3           | 6                  | Minnesota T'wolves | 1                  | L.A. Lakers         | 1                        |                          |                          |  |   |                      |                      |                      |  |   |                  |            |            |
|  | 3           |                    |                    |                    | L.A. Lakers         | 1                        |                          |                          |  |   |                      |                      |                      |  |   |                  |            |            |
|  | 6           | Minnesota T'wolves | 4                  |                    |                     |                          |                          |                          |  |   |                      |                      |                      |  |   |                  |            |            |
|  | 6           | Minnesota T'wolves | 4                  |                    | 6                   | Minnesota T'wolves       | 4                        |                          |  |   |                      |                      |                      |  |   |                  |            |            |
|  |             |                    |                    |                    | 6                   | Minnesota T'wolves       | 4                        |                          |  |   |                      |                      |                      |  |   |                  |            |            |
|  |             | 7                  | G.S. Warriors      | 1                  |                     |                          |                          |                          |  |   |                      |                      |                      |  |   |                  |            |            |
|  | 2           | 7                  | G.S. Warriors      | 1                  | Houston Rockets     | 3                        |                          |                          |  |   |                      |                      |                      |  |   |                  |            |            |
|  | 2           |                    |                    |                    | Houston Rockets     | 3                        |                          |                          |  |   |                      |                      |                      |  |   |                  |            |            |
|  | 7           | G.S. Warriors      | 4                  |                    |                     |                          |                          |                          |  |   |                      |                      |                      |  |   |                  |            |            |
|  | 7           | G.S. Warriors      | 4                  |                    |                     |                          |                          |                          |  |   |                      |                      |                      |  | 1 | Oklahoma Thunder | 4          |            |
|  |             |                    |                    |                    |                     |                          |                          |                          |  |   |                      |                      |                      |  | 1 | Oklahoma Thunder | 4          |            |
|  |             | 4                  | Indiana Pacers     | 3                  |                     |                          |                          |                          |  |   |                      |                      |                      |  |   |                  |            |            |
|  | 1           | 4                  | Indiana Pacers     | 3                  | Cleveland Cavaliers | 4                        |                          |                          |  |   |                      |                      |                      |  |   |                  |            |            |
|  | 1           |                    |                    |                    | Cleveland Cavaliers | 4                        |                          |                          |  |   |                      |                      |                      |  |   |                  |            |            |
|  | 8           | Miami Heat         | 0                  |                    |                     |                          |                          |                          |  |   |                      |                      |                      |  |   |                  |            |            |
|  | 8           | Miami Heat         | 0                  |                    | 1                   | Cleveland Cavaliers      | 1                        |                          |  |   |                      |                      |                      |  |   |                  |            |            |
|  |             |                    |                    |                    | 1                   | Cleveland Cavaliers      | 1                        |                          |  |   |                      |                      |                      |  |   |                  |            |            |
|  |             | 4                  | Indiana Pacers     | 4                  |                     |                          |                          |                          |  |   |                      |                      |                      |  |   |                  |            |            |
|  | 4           | 4                  | Indiana Pacers     | 4                  | Indiana Pacers      | 4                        |                          |                          |  |   |                      |                      |                      |  |   |                  |            |            |
|  | 4           |                    |                    |                    | Indiana Pacers      | 4                        |                          |                          |  |   |                      |                      |                      |  |   |                  |            |            |
|  | 5           | Milwaukee Bucks    | 1                  |                    |                     |                          |                          |                          |  |   |                      |                      |                      |  |   |                  |            |            |
|  | 5           | Milwaukee Bucks    | 1                  |                    |                     |                          |                          |                          |  | 4 | Indiana Pacers       | 4                    |                      |  |   |                  |            |            |
|  |             |                    |                    | Eastern Conference |                     |                          |                          |                          |  | 4 | Indiana Pacers       | 4                    |                      |  |   |                  |            |            |
|  |             | 3                  | N.Y. Knicks        | 2                  |                     |                          |                          |                          |  |   |                      |                      |                      |  |   |                  |            |            |
|  | 3           | 3                  | N.Y. Knicks        | 2                  | N.Y. Knicks         | 4                        |                          |                          |  |   |                      |                      |                      |  |   |                  |            |            |
|  | 3           |                    |                    |                    | N.Y. Knicks         | 4                        |                          |                          |  |   |                      |                      |                      |  |   |                  |            |            |
|  | 6           | Detroit Pistons    | 2                  |                    |                     |                          |                          |                          |  |   |                      |                      |                      |  |   |                  |            |            |
|  | 6           | Detroit Pistons    | 2                  |                    | 3                   | N.Y. Knicks              | 4                        |                          |  |   |                      |                      |                      |  |   |                  |            |            |
|  |             |                    |                    |                    | 3                   | N.Y. Knicks              | 4                        |                          |  |   |                      |                      |                      |  |   |                  |            |            |
|  |             | 2                  | Boston Celtics     | 2                  |                     |                          |                          |                          |  |   |                      |                      |                      |  |   |                  |            |            |
|  | 2           | 2                  | Boston Celtics     | 2                  | Boston Celtics      | 4                        |                          |                          |  |   |                      |                      |                      |  |   |                  |            |            |
|  | 2           |                    |                    |                    | Boston Celtics      | 4                        |                          |                          |  |   |                      |                      |                      |  |   |                  |            |            |
|  | 7           | Orlando Magic      | 1                  |                    |                     |                          |                          |                          |  |   |                      |                      |                      |  |   |                  |            |            |